# Fettuccine Alfredo

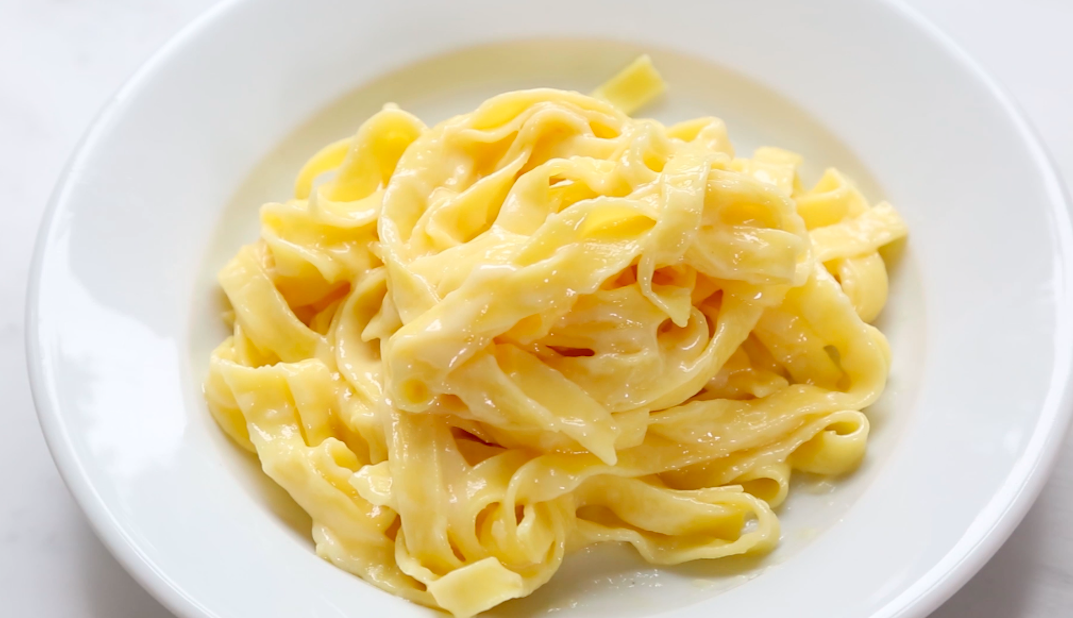
Fettuccine Alfredo

Fettuccine Alfredo ([fettut'tʃiːne alˈfreːdo]) oder fettuccine al burro ist ein Pastagericht der italienischen Küche. Es wird mit frisch hergestellten Fettuccine zubereitet, die mit Butter und Parmesankäse vermischt werden. Der schmelzende Käse verbindet die Butter und das an den Teigwaren verbliebene Kochwasser zu einer reichhaltigen Sauce. Das Gericht trägt den Namen von Alfredo di Lelio, der es in der ersten Hälfte des 20. Jahrhunderts in seinem Restaurant in Rom mit großem Zeremoniell am Tisch der Gäste zuzubereiten pflegte.
Fettuccine Alfredo gehören heute (oft mit Rahm und weiteren Zutaten zubereitet) zum Repertoire der italienischen Küche weltweit. In Italien unterscheidet man die zu Hause zubereiteten fettuccine al burro von den reichhaltigeren, im Restaurant servierten fettuccine Alfredo.

## Geschichte
Teigwaren, die mit Butter und Käse serviert werden, wurden zuerst als maccaroni romaneschi („Teigwaren nach Römer Art“) in einem Kochbuch des 15. Jahrhunderts von Martino da Como beschrieben. Danach werden die Nudeln in Brühe oder Wasser gekocht und mit Butter, „gutem Käse“ und „süßen Gewürzen“ vermischt.
Das heute als fettuccine Alfredo bekannte Gericht wurde von Alfredo di Lelio (1882–1959) in Rom erfunden. Der Familiengeschichte zufolge arbeitete er seit 1892 im Restaurant seiner Mutter Angelina an der Piazza Rosa. Di Lelio erzählte, dass er „fettuccine al triplo burro“, die er später „fettuccine all’Alfredo“ oder „fettuccine Alfredo“ nannte, 1907 oder 1908 erfand, um seine Frau Ines dazu zu bewegen, nach der Geburt ihres Sohnes Armando wieder Nahrung aufzunehmen.
Das Restaurant schloss 1910 infolge des Baus der Galleria Alberto Sordi. 1914 eröffnete Di Lelio sein eigenes Restaurant, „Alfredo“, an der Via della Scrofa in Rom. Seine Fettuccine wurden bald landes- und europaweit bekannt, und di Lelio wurde zum Ritter des Ordens der Krone von Italien ernannt. Das Gericht war so bekannt, dass di Lelio oft gebeten wurde, seine Zubereitung innerhalb und außerhalb Italiens vorzuführen. Bereits in den 1920er und 1930er Jahren pries die amerikanische Presse seine Nudeln und machte das Gericht so auch in den USA bekannt. Auch im 1930 erschienenen Das Buch von Rom in der Buchreihe Was nicht im „Baedeker“ steht wurde das Alfredo folgendermaßen beschrieben:

„Alfredo stellt einen gewissen deutschen Vorkriegstypus dar: die dreieckig geschnittenen Augen, in die  Schläfen hinein zugespitzt, leicht hervortretende Backenknochen und vor allen Dingen der Haby-Bart, dieselbe Lebhaftigkeit sogar, mit der er auf alles eingeht: merkwürdige Parallelen. Er ist der liebenswürdigste Wirt, den man sich denken kann. Die Geste, wenn er seine Fettuccine mischt, ist nicht nur ebenso fein wie nachdrücklich, sondern vor allen Dingen auch schauspielerisch eine Glanzleistung: man guckt gebannt und kann kaum den Moment erwarten, wo man dich dieses Meisterwerk einverleibt. Mit diesen Fettuccine beginnt jeder Fremde schicksalsmäßig, alsdann ist das Gegebene ein Pollo Maestoso alla Diavola und danach das berühmte brennende Omelette, bei dessen Erscheinen dunkel gemacht wird, während die Kapelle Santa Lucia intoniert. Hat man sich diese drei Sachen einverleibt, so beginnen sich die ersten Zweifel an der Unfehlbarkeit Alfredos einzustellen, nämlich wegen der verhältnismäßigen Schwere alles dessen, was man hier genießt. Es ist nur allzu gut gemeint, aber diese Küche verlässt man zweifellos ein bißchen die Tradition der allgemeinen italienischen Küche, deren erstes Gebot die Magerkeit ist. In der kühleren Jahreszeit ißt man darüber hinweg, in heißen Monaten ist Vorsicht geboten, denn jede Unmäßigkeit, jedes Eingehen auf die Lockungen Alfredos könnte leicht zu Katastrophen führen.“

Ein Jahr später berichtete Victor Manheimer im Düsseldorfer Stadt-Anzeiger:

„Bei Alfredo ist die Hauptsache Alfredo. Wenn er vor den Augen des Gastes elegant und schwungvoll wie ein Ballettänzer alter Schule die Königin aller Makkaronigerichte, Fettucine genannt, mit Butter und Parmesan verrührt, ernsthaft blinzelnd wie ein Hanswurst, der die liturgische Handlung zelebriert, dann schmunzelt das ganze Lokal, dann läßt man sich im verdunkelten Raum, während die drei Musiker einen Tusch blasen, zum guten Schluß feurigen Plumpudding vormachen und studiert als Verdauungslektüre die Stammbücher mit den begeisterten Sprüchen unzähliger berühmter Leute, namentlich der Amerikaner, bei denen Alfredos Fettucine ungefähr so populär sind wie bei den Deutschen die Fontana Trevi.“

Der Ruhm der Fettuccine Alfredo rührte maßgeblich von der aufwändigen, „opernhaften“ Zeremonie her, mit der di Lelio die Fettuccine persönlich am Tisch der Gäste anzurühren pflegte. Dazu bediente er sich goldenen Bestecks, das ihm, wie er sagte, die amerikanischen Schauspieler Mary Pickford und Douglas Fairbanks als Dank für seine Gastfreundschaft geschenkt hatten. Auf der Speisekarte führte er die Teigwaren als maestosissime fettuccine all’Alfredo, „majestätischste Fettuccine nach Alfredos Art“. Di Lelio wurde von Benito Mussolini zum Commendatore ernannt.
1943 verkaufte di Lelio das Restaurant an zwei seiner Kellner. 1950 eröffnete er an der Piazza Augusto Imperatore zusammen mit seinem Sohn Armando ein neues Restaurant. Die beiden Restaurants konkurrierten mit immer größerem Ehrgeiz und bewarben sich als „der König der Fettuccine“, „der wahre König der Fettuccine“, „der Zauberer der Fettuccine“, „der Kaiser der Fettuccine“, „der wahre Alfredo“ und so weiter. Di Lelio arbeitete bis zu seinem Tod 1959 in seinem Restaurant.

## Zubereitung
Die di Lelio zugeschriebenen Rezepte umfassen nur drei Zutaten: Fettuccine, junger Parmesankäse und Butter. Verschiedenen Legenden zufolge hätten weitere Zutaten den besonderen Geschmack der Teigwaren ausgemacht, so etwa, dass sie in Milch gekocht oder mit Öl im Teig hergestellt würden. Tatsächlich liegt das „Geheimnis“ vielleicht bloß darin, dass die Nudeln, der Käse und die Butter mit etwas Kochwasser in einem warmen Teller so lange verrührt werden, bis die Zutaten zu einer einheitlichen Sauce verschmelzen.
Fettuccine Alfredo werden mittlerweile in den meisten italienischen Restaurants außerhalb Italiens serviert, allerdings ohne di Lelios Spektakel. In Italien heißt das Gericht meist nur fettuccine al burro, „Fettuccine mit Butter“.

## Alfredo-Sauce
Alfredo-Sauce ist in vielen Ländern fertig zubereitet im Lebensmittelhandel zu finden. Während die Sauce im ursprünglichen Rezept nur mit Käse verdickt wird, enthalten Convenience- bzw. Fast-Food-Zubereitungen der Sauce oft auch Eier oder Stärke.